# Společné spaní
Společné spaní rodičů s dětmi je běžnou součástí života v mnoha národech po celém světě. Má nejen kulturní, ale i psychologické, sociální a vývojové implikace, které ovlivňují jedince v různých fázích jejich života. Společné spaní je jeden z pilířů kontaktního rodičovství.

## Historie a kulturní kontext
Společné spaní je evolučně přirozené všem savcům, člověka nevyjímaje. Pro lovce-sběrače dokonce společné spaní představuje podmínku pro přežití kojenců – společné spaní totiž zajišťuje teplo, bezpečí a okamžitý přístup k mateřskému mléku. V západních zemích byl tento zvyk běžný až do 18. století, kdy se s rozvojem soukromí a individuálního prostoru daného bohatnutím začaly prosazovat separované ložnice.

## Psychologické aspekty
Studie společného spaní se soustředí na psychické benefity převážně pro děti. Výzkumy jmenují podporu pocitu bezpečí, komfortu, emocionální stability a také prevenci nočních děsů a úzkosti u dětí.  Společné spaní posiluje rodičovskou vazbu a je důležité pro bezpečnou citovou vazbu. Naopak stará doporučení, že se má dítě nechat vyplakat samotné ve vlastní postýlce, byly již vyvráceny.
Pro matky patří mezi přínosy společného spaní možnost snadného kojení. Rodiče v dotazníkových studiích též uvádí, že díky společnému spaní zachránili svému potomku život během zdravotní urgence.

## Sociální a kulturní faktory
Zatímco v západních, zejména anglosaských zemích se společné spaní mezi dospělými a dětmi často považuje za kontroverzní a někdy i nevhodné, v jiných kulturách, například v Asii nebo Latinské Americe, jde o běžnou a samozřejmou součást života rodin s malými dětmi.

## Pravidla bezpečného společného spaní
Organizace La Leche League International vydala pravidlo sedmi bodů pro bezpečné společné spaní:
- Rodiče jsou nekuřáci
- Rodiče jsou střízliví
- Matka kojí
- Dítě je zdravé a narozené v termínu (s porodní vahou alespoň 2.5kg)
- Dítě spí na zádech (kromě doby kojení)
- Dítě není zavinuté a je oblečené nalehko
- Spí se na bezpečném lůžku (nikdy ne na měkkém povrchu, například na gauči)

## Ubytování
Nabídka ubytování se společným spaním byla k roku 2024 omezená a vyhledávací možnosti velkých ubytovacích serverů nezahrnovaly filtry pro společné spaní. Existoval pouze německý katalog Book a Family Bed, sdružující ubytování s velkou rodinnou postelí, který čítal necelých 50 hotelů, apartmánů a penzionů. V Česku zmiňoval pouze několik ubytování. 